# Schnaditz
Schnaditz is een plaats in de Duitse gemeente Bad Düben, deelstaat Saksen, en telt 580 inwoners.

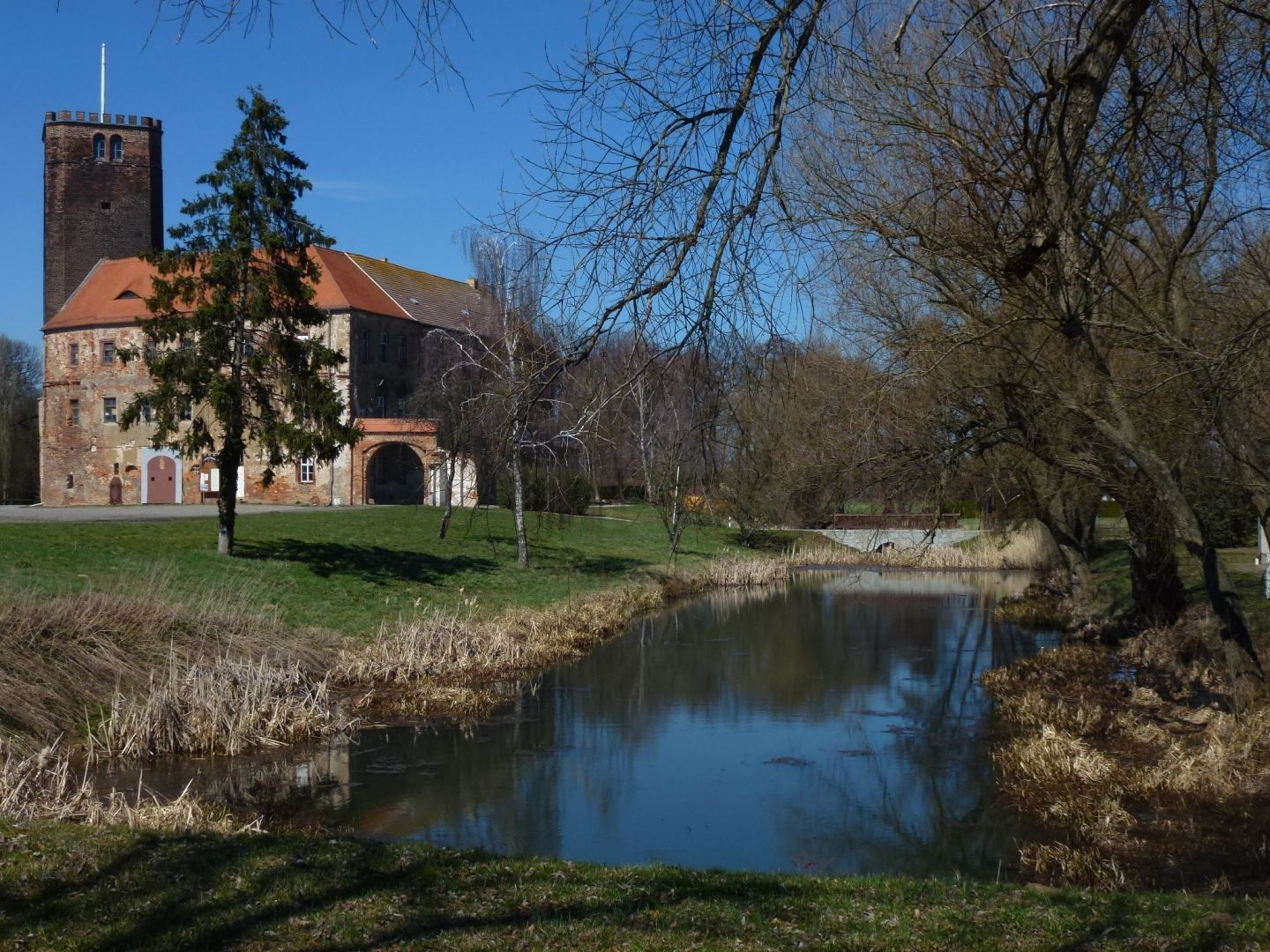
Slot Schnaditz
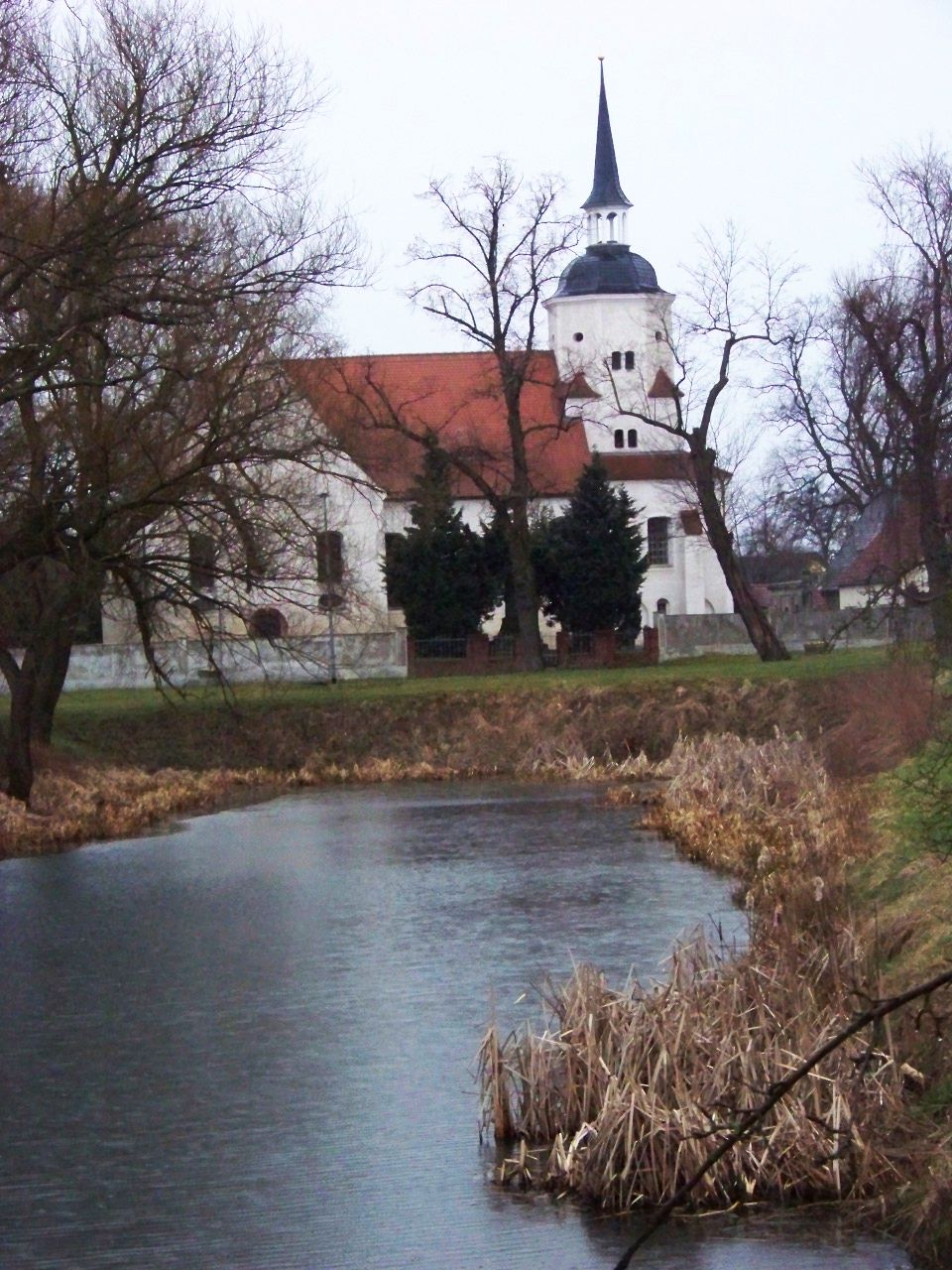
Kerk van Schnaditz